# Вон, Дэвид
Дэ́вид О́уэн Вон (англ. David Owen Vaughan; 18 февраля 1983, Абергеле, Уэльс) — валлийский футболист, бывший игрок сборной Уэльса. Играет на позиции полузащитника.
Начал карьеру в английском клубе «Кру Александра». В сезоне 2007/08 выступал в Сегунде за «Реал Сосьедад». Наиболее известен по выступлениям за клубы английской Премьер-лиги «Блэкпул» (в сезоне 2010/11) и «Сандерленд» (с 2011 по 2013 год). С октября 2013 года по 2018 год защищал цвета «Ноттингем Форрест».
В составе сборной Уэльса игрок с 2003 года провёл 42 матча. Участник отборочных турниров к трём чемпионатам мира и трём чемпионатам Европы.

## Карьера

### Клубная

#### Начало карьеры
Дэвид Вон — воспитанник футбольного клуба «Кру Александра». Дебютировал в главной команде клуба 19 августа 2000 года в матче Первого дивизиона Англии против «Блэкберн Роверс».
Этот матч остался для полузащитника единственным в сезоне. По итогам следующего сезона на счету Вона было 16 сыгранных матчей и забитый гол в кубковой игре против «Ротерем Юнайтед»
. Для команды же сезон выдался тяжёлым и по его итогам «Кру Александра» выбыла во Второй дивизион. Футболист оставался в «Кру» до начала сезона 2007/08, выступая во втором и третьем (по уровню) английских дивизионах. Начиная с сезона 2002/03 валлиец являлся одним из игроков основного состава, проводя за команду более 30 матчей за сезон.
В августе 2007 года Дэвид Вон принял непростое для себя решение покинуть Англию и по приглашению своего соотечественника Криса Коулмана перешёл в испанский клуб «Реал Сосьедад» за 440 тысяч фунтов стерлингов.
1 сентября 2007 года полузащитник впервые сыграл за новый клуб. В матче Сегунды против «Эйбара» футболист вышел в стартовом составе, получил жёлтую карточку и был заменён на Хави Прието за 10 минут до конца встречи.
В третьем своём матче Вон забил единственный гол за испанский клуб, поразив ворота Анхеля Пиндадо из «Лас-Пальмаса».
Всего за «Реал Сосьедад» футболист сыграл 9 матчей и в августе 2008 года вернулся в Англию.

#### «Блэкпул»
Следующим клубом в карьере Вона стал «Блэкпул». Футболист был приобретён англичанами за 200 тысяч фунтов стерлингов в качестве замены покинувшему клуб Уэсли Хулахану.
В команде из Ланкашира полузащитник дебютировал в матче Чемпионшипа с «Бристоль Сити» 9 августа 2008 года.
Гол в ворота «Донкастер Роверс», забитый 7 февраля 2009 года, стал для Вона первым в «Блэкпуле» и единственным в сезоне.
Аналогичные показатели результативности были на счету футболиста и в сезоне 2009/10: 17 октября с передачи Бена Бёрджесса он поразил ворота команды «Плимут Аргайл».
«Блэкпул» же за год смог прибавить и пробился в Премьер-лигу через плей-офф.
Первый матч Дэвида Вона в высшем английском дивизионе прошёл 14 августа 2010 года и завершился победой «Блэкпула» над «Уиган Атлетик» со счётом 4:0.
Гол, забитый валлийцем 6 ноября 2010 года в ворота «Эвертона», стал для него первым в Премьер-лиге.
Дэвид Вон в сезоне 2010/11 имел один из наивысших показателей в лиге по прерванным передачам, отмечаясь и удачными атакующими действиями. Так, в последнем матче чемпионата (против «Манчестер Юнайтед») футболист выполнил 52 передачи, 49 из которых оказались точными, а одна привела к голу в ворота Эдвина Ван дер Сара.
Всего с 2006 по 2011 год полузащитник сыграл в различных турнирах за «Блэкпул» 116 матчей и забил 5 голов. По итогам сезона 2010/11 «мандарины» расстались с высшим дивизионом, заняв предпоследнее место, а у Вона закончился контракт с клубом, и футболист отказался его продлевать.
Весной 2011 года полузащитником интересовался «Вильярреал», но в итоге возвращение валлийца в Испанию не состоялось.

#### «Сандерленд»
В июле 2011 года Вон стал игроком «Сандерленда», подписав трёхлетний контракт.
При переходе в клуб игрок выразил надежду, что «чёрные коты» смогут побороться за место в десятке или даже в шестёрке лучших команд страны
.
Дебютировал в команде в матче с «Ливерпулем» на Энфилде 13 августа 2011 года.
Первый гол за «котов» футболист забил 11 декабря 2011 года с передачи Стефана Сессеньона в ворота «Блэкберн Роверс».
В итоге за «Сандерленд» Дэвид Вон отыграл 2 полных сезона. За это время он сыграл 55 матчей.
После ухода из команды в марте 2013 года Мартина О’Нила футболист также мог покинуть «Сандерленд». В межсезонье Вон был близок к переходу в «Кристал Пэлас», где его ждал знакомый по «Блэкпулу» тренер Иан Холлоуэй
.
Также валлиец входил в сферу интересов «Рединга» и «Халл Сити»
.
С началом сезона 2013/14 Дэвид Вон лишь раз выходил в стартовом составе в 7 матчах чемпионата при Паоло Ди Канио,
В начале октября 2013 года полузащитник приветствовал замену итальянца на тренерском мостике Густаво Пойетом, однако закрепиться в составе игроку это не помогло, и в конце месяца он отправился в аренду в «Ноттингем Форест» в поисках игровой практики.

#### «Ноттингем Форест»
При переходе Дэвида Вона в «Форрест» тренер команды Билли Дэвис рассчитывал на то, что опытный игрок поможет команде вернуться в Премьер-лигу
.
За «лесников» валлиец впервые сыграл 2 ноября 2013 года. В матче Чемпионшипа против «Блэкпула» он вышел на поле в стартовом составе, а в концовке игры был заменён на Энди Рида.
До окончания сезона Вон сыграл ещё 8 матчей за команду из Ноттингемшира, и летом 2014 года клуб оформил трансфер футболиста, несмотря на то, что игрок не выступал за клуб с 24 января по 19 апреля из-за тяжёлой травмы колена.
С 2013 по 2018 год Вон сыграл за «лесников» 111 матчей в различных турнирах. По окончании сезона 2017/18 клуб не продлил контракт с валлийским полузащитником.

### В сборной
Дэвид Вон выступал за молодёжную сборную Уэльса. Также полузащитник провёл 2 матча за юношескую сборную (до 19 лет). 26 мая 2003 года Вон сыграл первый матч за главную сборную страны, которую в то время возглавлял Марк Хьюз (товарищеский с командой США).
Проведя за сборную ещё 2 товарищеских игры, 8 октября 2005 года (уже при Джоне Тошаке) футболист впервые вышел на поле в рамках отборочного турнира к чемпионату мира (во втором тайме матча с североирландцами вместо Роберта Эрншоу).
4 дня спустя полузащитник провёл полностью матч против Азербайджана.
В 2007 году Дэвид Вон сыграл 2 отборочных матча к чемпионату Европы. 14 октября 2009 года футболист забил единственный в карьере гол за национальную команду, поразив ворота Лихтенштейна.
В дальнейшем Вон сыграл 6 отборочных матчей к чемпионату Европы—2012 и 7 — к чемпионату мира—2014.
С 2010 по 2013 год Вон сыграл бо́льшую часть своих матчей за сборную—21. Однако в ноябре 2013 года полузащитник был вынужден пропустить из-за травмы товарищескую игру с Финляндией, после чего долгое время за национальную команду не выступал, сыграв следующий матч лишь 4 июня 2014 года
.
В рамках отборочного турнира к чемпионату Европы 2016 в 2014 году Дэвид Вон лишь раз вызывался в состав сборной. 9 сентября он попал в число запасных на выездной матч против Андорры, но на поле так и не вышел
.
28 марта 2015 года Вон впервые сыграл в отборочном цикле, заменив во втором тайме матча с Израилем Джо Ледли
.
Полузащитник попал в заявку сборной на чемпионат Европы 2016, но ни одного матча на турнире не сыграл.

## Игровые характеристики
В составе своего первого клуба «Кру Александры» Дэвид Вон закрепился не в последнюю очередь за счёт своей универсальности. Он использовался тренером Дарио Гради как в центре полузащиты, так и на флангах
.
Способность игрока действовать на фланге отмечалась и при его переходе в «Блэкпул». Предполагалось, что футболист будет использоваться на позициях центрального полузащитника или левого защитника. Футболист не разочаровал тренерский штаб:

Он настоящий полузащитник, потому что умеет делать всё, что нужно.
Оригинальный текст (англ.)(He) is a proper midfield player because he can do all of it.
— Иан Холлоуэй, главный тренер «Блэкпула» (2009—2012).
Вместе с тем, под руководством Холлоуэя игрок переквалифицировался в чистого центрального полузащитника. В сезоне 2013/2014, в период выступления Вона за «Сандерленд», уже отмечалась недостаточно сильная для игрока обороны позиционная игра, а также невысокие мобильность и острота валлийца в атакующих действиях.

## Семья
Дэвид Вон женат. Имеет сына, который родился в 2007 году, незадолго до отъезда футболиста в «Реал Сосьедад».

## Достижения
«Блэкпул»
- Победитель плей-офф Чемпионшипа: 2009/10
- Игрок года в «Блэкпуле»: 2010/11[15]

## Статистика

### Клубная
| Клуб             | Сезон            | Лига             | Лига | Лига | Кубки | Кубки | Континентальные кубки | Континентальные кубки | Прочее | Прочее | Итого | Итого |
| Клуб             | Сезон            | Дивизион         | Игры | Голы | Игры  | Голы  | Игры                  | Голы                  | Игры   | Голы   | Игры  | Голы  |
| ---------------- | ---------------- | ---------------- | ---- | ---- | ----- | ----- | --------------------- | --------------------- | ------ | ------ | ----- | ----- |
| Кру Александра   | 2000/01          | II               | 1    | 0    | 0     | 0     | 0                     | 0                     | 0      | 0      | 1     | 0     |
| Кру Александра   | 2001/02          | II               | 13   | 0    | 3     | 0     | 0                     | 0                     | 0      | 0      | 16    | 0     |
| Кру Александра   | 2002/03          | III              | 32   | 3    | 6     | 1     | 0                     | 0                     | 0      | 0      | 38    | 4     |
| Кру Александра   | 2003/04          | II               | 31   | 0    | 2     | 0     | 0                     | 0                     | 0      | 0      | 33    | 0     |
| Кру Александра   | 2004/05          | II               | 44   | 6    | 4     | 0     | 0                     | 0                     | 0      | 0      | 48    | 6     |
| Кру Александра   | 2005/06          | II               | 34   | 5    | 2     | 0     | 0                     | 0                     | 0      | 0      | 36    | 5     |
| Кру Александра   | 2006/07          | III              | 29   | 4    | 6     | 0     | 0                     | 0                     | 0      | 0      | 35    | 4     |
| Кру Александра   | 2007/08          | III              | 1    | 0    | 0     | 0     | 0                     | 0                     | 0      | 0      | 1     | 0     |
| Кру Александра   | Всего            | Всего            | 185  | 18   | 23    | 1     | 0                     | 0                     | 0      | 0      | 208   | 19    |
| Реал Сосьедад    | 2007/08          | II               | 9    | 1    | 0     | 0     | 0                     | 0                     | 0      | 0      | 9     | 1     |
| Блэкпул          | 2008/09          | II               | 33   | 1    | 2     | 0     | 0                     | 0                     | 0      | 0      | 35    | 1     |
| Блэкпул          | 2009/10          | II               | 41   | 1    | 2     | 1     | 0                     | 0                     | 3      | 0      | 46    | 2     |
| Блэкпул          | 2010/11          | I                | 35   | 2    | 0     | 0     | 0                     | 0                     | 0      | 0      | 35    | 2     |
| Блэкпул          | Всего            | Всего            | 109  | 4    | 4     | 1     | 0                     | 0                     | 3      | 0      | 116   | 5     |
| Сандерленд       | 2011/12          | I                | 22   | 2    | 5     | 0     | 0                     | 0                     | 0      | 0      | 27    | 2     |
| Сандерленд       | 2012/13          | I                | 24   | 1    | 4     | 0     | 0                     | 0                     | 0      | 0      | 28    | 1     |
| Сандерленд       | 2013/14          | I                | 3    | 0    | 1     | 0     | 0                     | 0                     | 0      | 0      | 4     | 0     |
| Сандерленд       | Всего            | Всего            | 49   | 3    | 10    | 0     | 0                     | 0                     | 0      | 0      | 59    | 3     |
| Ноттингем Форест | 2013/14          | II               | 9    | 0    | 1     | 0     | 0                     | 0                     | 0      | 0      | 10    | 0     |
| Ноттингем Форест | 2014/15          | II               | 13   | 0    | 2     | 0     | 0                     | 0                     | 0      | 0      | 15    | 0     |
| Ноттингем Форест | 2015/16          | II               | 35   | 1    | 2     | 0     | 0                     | 0                     | 0      | 0      | 37    | 1     |
| Ноттингем Форест | 2016/17          | II               | 31   | 0    | 2     | 1     | 0                     | 0                     | 0      | 0      | 33    | 1     |
| Ноттингем Форест | 2017/18          | II               | 14   | 0    | 2     | 0     | 0                     | 0                     | 0      | 0      | 16    | 0     |
| Ноттингем Форест | Всего            | Всего            | 102  | 1    | 9     | 1     | 0                     | 0                     | 0      | 0      | 111   | 2     |
| Ноттс Каунти     | 2018/19          | IV               | 21   | 0    | 0     | 0     | 0                     | 0                     | 2      | 0      | 23    | 0     |
| Всего за карьеру | Всего за карьеру | Всего за карьеру | 475  | 27   | 46    | 3     | 0                     | 0                     | 5      | 0      | 526   | 30    |

Источники: Soccerbase.com Архивная копия от 23 октября 2014 на Wayback Machine, Footballdatabase.eu Архивная копия от 12 мая 2014 на Wayback Machine

### В сборной
| Матчи Дэвида Вона за сборную Уэльса | Матчи Дэвида Вона за сборную Уэльса | Матчи Дэвида Вона за сборную Уэльса | Матчи Дэвида Вона за сборную Уэльса | Матчи Дэвида Вона за сборную Уэльса | Матчи Дэвида Вона за сборную Уэльса | Матчи Дэвида Вона за сборную Уэльса |
| ----------------------------------- | ----------------------------------- | ----------------------------------- | ----------------------------------- | ----------------------------------- | ----------------------------------- | ----------------------------------- |
| №                                   | Дата                                | Оппонент                            | Счёт                                | Голы Вона                           | Соревнование                        |                                     |
| 1                                   | 26 мая 2003                         | США                                 | 0:2                                 | —                                   | Товарищеский матч                   |                                     |
| 2                                   | 31 марта 2004                       | Венгрия                             | 2:1                                 | —                                   | Товарищеский матч                   |                                     |
| 3                                   | 17 августа 2005                     | Словения                            | 0:0                                 | —                                   | Товарищеский матч                   |                                     |
| 4                                   | 8 октября 2005                      | Северная Ирландия                   | 3:2                                 | —                                   | Отборочный матч ЧМ—2006             |                                     |
| 5                                   | 12 октября 2005                     | Азербайджан                         | 2:0                                 | —                                   | Отборочный матч ЧМ—2006             |                                     |
| 6                                   | 16 ноября 2005                      | Кипр                                | 0:1                                 | —                                   | Товарищеский матч                   |                                     |
| 7                                   | 27 мая 2006                         | Тринидад и Тобаго                   | 2:1                                 | —                                   | Товарищеский матч                   |                                     |
| 8                                   | 15 августа 2006                     | Болгария                            | 0:0                                 | —                                   | Товарищеский матч                   |                                     |
| 9                                   | 5 сентября 2006                     | Бразилия                            | 0:2                                 | —                                   | Товарищеский матч                   |                                     |
| 10                                  | 6 февраля 2007                      | Северная Ирландия                   | 0:0                                 | —                                   | Товарищеский матч                   |                                     |
| 11                                  | 22 августа 2007                     | Болгария                            | 1:0                                 | —                                   | Товарищеский матч                   |                                     |
| 12                                  | 12 сентября 2007                    | Словакия                            | 5:2                                 | —                                   | Отборочный матч ЧЕ—2008             |                                     |
| 13                                  | 17 октября 2007                     | Сан-Марино                          | 2:1                                 | —                                   | Отборочный матч ЧЕ—2008             |                                     |
| 14                                  | 20 августа 2008                     | Грузия                              | 1:2                                 | —                                   | Товарищеский матч                   |                                     |
| 15                                  | 10 октября 2009                     | Финляндия                           | 1:2                                 | —                                   | Отборочный матч ЧМ—2010             |                                     |
| 16                                  | 14 октября 2009                     | Лихтенштейн                         | 2:0                                 | 1                                   | Отборочный матч ЧМ—2010             |                                     |
| 17                                  | 3 марта 2010                        | Швеция                              | 0:1                                 | —                                   | Товарищеский матч                   |                                     |
| 18                                  | 11 августа 2010                     | Люксембург                          | 5:1                                 | —                                   | Товарищеский матч                   |                                     |
| 19                                  | 3 сентября 2010                     | Черногория                          | 0:1                                 | —                                   | Отборочный матч ЧЕ—2012             |                                     |
| 20                                  | 8 октября 2010                      | Болгария                            | 0:1                                 | —                                   | Отборочный матч ЧЕ—2012             |                                     |
| 21                                  | 12 октября 2010                     | Швейцария                           | 1:4                                 | —                                   | Отборочный матч ЧЕ—2012             |                                     |
| 22                                  | 8 февраля 2011                      | Ирландия                            | 0:3                                 | —                                   | Кубок наций                         |                                     |
| 23                                  | 26 марта 2011                       | Англия                              | 0:2                                 | —                                   | Отборочный матч ЧЕ—2012             |                                     |
| 24                                  | 25 мая 2011                         | Шотландия                           | 1:3                                 | —                                   | Кубок наций                         |                                     |
| 25                                  | 27 мая 2011                         | Северная Ирландия                   | 2:0                                 | —                                   | Кубок наций                         |                                     |
| 26                                  | 10 августа 2011                     | Австралия                           | 1:2                                 | —                                   | Товарищеский матч                   |                                     |
| 27                                  | 2 сентября 2011                     | Черногория                          | 2:1                                 | —                                   | Отборочный матч ЧЕ—2012             |                                     |
| 28                                  | 7 октября 2011                      | Швейцария                           | 2:0                                 | —                                   | Отборочный матч ЧЕ—2012             |                                     |
| 29                                  | 29 февраля 2012                     | Коста-Рика                          | 0:1                                 | —                                   | Товарищеский матч                   |                                     |
| 30                                  | 11 сентября 2012                    | Сербия                              | 1:6                                 | —                                   | Отборочный матч ЧМ—2014             |                                     |
| 31                                  | 12 октября 2012                     | Шотландия                           | 2:1                                 | —                                   | Отборочный матч ЧМ—2014             |                                     |
| 32                                  | 16 октября 2012                     | Хорватия                            | 0:2                                 | —                                   | Отборочный матч ЧМ—2014             |                                     |
| 33                                  | 6 февраля 2013                      | Австрия                             | 2:1                                 | —                                   | Товарищеский матч                   |                                     |
| 34                                  | 6 сентября 2013                     | Македония                           | 1:2                                 | —                                   | Отборочный матч ЧМ—2014             |                                     |
| 35                                  | 10 сентября 2013                    | Сербия                              | 0:3                                 | —                                   | Отборочный матч ЧМ—2014             |                                     |
| 36                                  | 11 октября 2013                     | Македония                           | 1:0                                 | —                                   | Отборочный матч ЧМ—2014             |                                     |
| 37                                  | 15 октября 2013                     | Бельгия                             | 1:1                                 | —                                   | Отборочный матч ЧМ—2014             |                                     |
| 38                                  | 4 июня 2014                         | Нидерланды                          | 0:2                                 | —                                   | Товарищеский матч                   |                                     |
| 39                                  | 28 марта 2015                       | Израиль                             | 3:0                                 | —                                   | Отборочный матч ЧЕ—2016             |                                     |
| 40                                  | 13 октября 2015                     | Андорра                             | 2:0                                 | —                                   | Отборочный матч ЧЕ—2016             |                                     |
| 41                                  | 24 марта 2016                       | Северная Ирландия                   | 1:1                                 | —                                   | Товарищеский матч                   |                                     |
| 42                                  | 5 июня 2016                         | Швеция                              | 0:3                                 | —                                   | Товарищеский матч                   |                                     |

Источник: Eu-football.info Архивная копия от 22 октября 2014 на Wayback Machine